# 怪猫トルコ風呂
『怪猫トルコ風呂』（かいびょうとるこぶろ）は、1975年公開の日本映画。谷ナオミ主演、大原美佐主演、山口和彦監督。東映東京撮影所製作、東映配給。R18+→R15+。

## 概要
公開当時の代表的風俗・トルコ風呂（ソープランド）に"化け猫"(化け猫映画)を持ち込み、ホラーとポルノをドッキングさせた奇怪作。当時のマスメディアにも久しぶりに製作される"化け猫映画"と書かれている。
ジャンル分けしにくい幻のピンキー・ホラーとして一部でカルト作品扱いされた異端のポルノ映画といわれ、タイトルの自主規制で、長年封印状態にあったが、映画評論家・木全公彦とシネマヴェーラ渋谷の尽力により、2006年9月、『妄執、異形の人々 -Mondo Cinemaverique- 』という特集上映で、数十年ぶりとされる劇場上映が行われた。以降は上映機会が増えている。また掛札昌裕と中島信昭の脚本が再評価され『シナリオ』による「脚本で観る日本映画史」の一本に選ばれ、2018年2月17日、アテネ・フランセ文化センターで「脚本で観る日本映画史～名作からカルトまで～」という特集でも上映された。

## ストーリー
売春防止法施行前夜の1958年3月31日吉原遊廓。多くの娼婦は遊廓が個室付き浴場に転身した後も居残るつもりだったが、 雪乃（谷ナオミ）は足を洗って内縁の夫・鹿内（室田日出男）と新生活を始めたいと望んだ。しかし鹿内は冷酷非道なワル。田舎育ちでうぶな雪乃の妹・真弓（大原美佐）を手籠めにし、さらに妊娠したと告げる雪乃に激怒し、雪乃をリンチした後、店の土蔵の壁に雪乃を塗りこめた。雪乃の死体を埋め込んだ後は背徳的な興奮から情交に耽る。ある日、雪乃の飼っていた黒猫に姉が行方不明になっていることを知らされた真弓は真相に迫るべく、雪乃の働いていた「トルコ舞姫」で働き始める。

## キャスト
- 雪乃：谷ナオミ
- 真弓：大原美佐
- 鹿内勇三：室田日出男
- 柿沼弦造：殿山泰司
- 柿沼歌江：真山知子
- 柿沼夏代：東てる美
- 鳥山：藤山浩二
- 三郎：鈴木サミ
- 若旦那：山城新伍
- 邦子：女屋実和子
- 令子：立野弓子
- 鈴代：早川リナ
- 花江：二松きぬえ
- ミチ：沢リミ子
- 安江：城恵美
- みどり：青山美沙
- マリ：東祐理子
- 梨絵：須麻その子
- 唐沢：花田達
- 龍岩：沢田浩二
- 天野：清水照夫
- 松井：城春樹
- 客：大泉滉

## スタッフ
- 監督：山口和彦
- 脚本：掛札昌裕・中島信昭
- 企画：高村賢治
- 撮影：飯村雅彦
- 美術：北川弘
- 音楽：馬場浩（深町純）
- 編集：田中修
- 録音：長井修堂
- 照明：川崎保之丞
- 助監督：澤井信一郎

## 製作

### 企画
企画及び、映画題名は岡田茂東映社長。当時の東映ポルノのタイトルは全て岡田の命名といわれる。「現代の風俗トルコ風呂にオカルトの世界を持ち込み、既成ポルノを切り捨てる」と企図した。
昨今の猫ブームでは"化け猫映画"といわれてもピンと来ないが、"化け猫映画"は明治末期から作られていたといわれる古くからの映画ジャンルで、『四谷怪談』『牡丹灯籠』『怪談』などと共に怪談映画の定番プログラムであった。"化け猫映画"は特に大映が得意とし、1960年代までは、夏の納涼企画として、各社よく製作していたが、1968年頃からエログロ映画が隆盛すると、それまで映画会社の言いなりだった女優たちが抵抗をはじめ、エロやヤクザやホラーのような映画を「ヘンな映画はイヤ」などと嫌うようになり、1970年代に入ると怪談映画も全く作られなくなった。1969年末に『秘録怪猫伝』に出演した大映の"化け猫女優"毛利郁子が、現役俳優第一号といわれる殺人事件を犯した影響もあったかもしれない。大林宣彦のデビュー作『HOUSE ハウス』（1977年）は"アイドル×ホラー"として語られることが多いが、1970年代以降、唯一作られた"化け猫映画"ともいわれ、大林の大映の"化け猫映画"へのオマージュといわれる。
本作『怪猫トルコ風呂』を"化け猫映画"と捉えれば、東映では1968年7月12日公開の里見浩太朗主演・石川義寛監督『怪猫呪いの沼』以来となるが、東映は怪談映画はあまり作らず、『怪猫呪いの沼』『怪談 蛇女』の二本立ても1958年6月29日公開の月形龍之介主演・深田金之助監督の『怪猫からくり天井』以来10年ぶりの製作だった。

### 東映ポルノ再開
本作は1975年1月、東映ポルノ再開第一作。東映ポルノは日活ロマンポルノの勢いに押され、1973年秋頃から営業成績が急落しており、1974年2月16日公開の『聖獣学園』が「想像できない不入り」に終わり、岡田社長が腹を立て「ストリップ映画は所詮キワモノだよ!」と、東映ポルノの製作打ち切りを宣言し、1974年6月1日公開の『色情トルコ日記』を最後にポルノからの撤退を表明した。しかし地方の劇場主が国産ポルノを欲しがるため、低予算のポルノはひっそりと製作を続けられ（東映ポルノ#東映ニューポルノ）、また向井プロなどからポルノを発注し配給した。東映ポルノの正式な製作再開は『エマニエル夫人』の大ヒットと1975年の正月後半映画を予定していた『山口組三代目』の3作目『山口組三代目・激突篇』が東映と山口組の親密な関係が明るみに出たことで製作中止に追い込まれ、急ごしらえで製作した高倉健主演の『日本任侠道 激突篇』が大赤字を出した影響といわれ、企画難がひねり出した苦肉策として急遽、岡田社長は東映ポルノの復活を決断した。
再開にあたり、岡田社長は「日活より見ごたえのあるエロ作品を作れ。エロそのものをロマンではなく、よりハードに描け。向こうが五回なら、こっちは七回ベッドシーンを入れろ。仁義なんかあるか。人気女優は遠慮なく日活やピンク映画から引き抜け。ともかくエロだ、エロだ、エロだ!」などと、主婦連やPTA、教育委員会が聞いたら卒倒するような極秘指令を現場に出していた。当時、東映東京撮影所で脚本家修行中だった佐伯俊道は、プロデューサーに呼び出され発禁本を次々読まされて企画書を書いていたという。

### 脚本
脚本の掛札昌裕は1970年に東映企画部を退社した後も、東映ポルノを中心に活動していたが、本作直前の1974年夏、東宝から特撮映画の脚本の発注を受けた。しかし二本続けて流れ、東宝の田中文雄プロデューサーから「今度は絶対に流れませんから」と『ゴジラ』の脚本を頼まれた。数日後、東映からも脚本発注があり、題名を聞き「怪猫トルコ風呂？」と聞き返した。当時東映はトルコ風呂を舞台とする映画を何本も製作していたが、それに"化け猫"を合体させるという岡田社長のアイデアに感心し、掛札も"化け猫映画"を復活させたいという思いがあり『ゴジラ』を断り、このオファーを受けた。
脚本第一稿は『顔のない眼』を東映的脚色術で咀嚼し、猫が乗り移った女の子の眼玉を抉り出して化け猫になるという設定だったが、岡田社長から「文学的過ぎる。こんなもんが当たるか!」と一喝され、全然違う話に書き替えた。 掛札としてはこの第一稿で出来ていたら「最高の恐怖映画に成り得たと思う」と話しており、掛札は本作が最も愛着があるという。監督の山口和彦も化け猫映画が好きで、怪猫の出現する場面などを夢中になって語りあった。
売春防止法施行前夜の1958年3月31日、赤線最後の日の吉原遊廓を舞台に物語を始め、トルコに移り変わっていく描写で時代背景を表現した。

### キャスティング
一年ぶりにポルノが再開されるにあたり、「従来のポルノにプラス・アルファの味を加える」という製作方針から、ヒロインにはSMの女王・谷ナオミが招かれた。谷の妹を演じる大原美佐は新人。大原は東京新宿生まれで、21歳、身長166cm、B86cm、W60cm、H88cm（製作当時）。オーディションで選ばれたとする文献もあるが、当時の文献には高校卒業後、名店街ビル、新宿アドホックビルで受付をしていたところ、プロデューサーの高村賢治にスカウトされ本作主演に抜擢されたと書かれている。演技経験は0。マスメディアに「"化け猫映画"ですけど、猫は好き?」との質問に大原は「猫も犬も小鳥も動物はみんな気持ち悪い！」と答えた。他に中川梨絵の出演予定もあった。高村賢治は高円寺東映（高円寺エトアール劇場）の子息で、この年、鈴木則文や天尾完次らと『トラック野郎シリーズ』を手掛けた。
"化け猫"に祟られる人物は"化け猫"に襲われるだけの資格が重要との判断から、室田日出男をキャスティングし、女を喰い物にのし上がってゆく極悪非道のワルキャラを演じる。
佃煮屋の若旦那を演じる山城新伍は、岡田社長からの直々のオファー。山城は妻と軽井沢で休暇中、東映から「仕事だから帰って来い」と呼び戻され、妻に文句を言われながら東京に帰ると岡田から「東京湾の汚染で貝が採れなくなって、トルコ風呂まで貝を探しに来る佃煮屋の若旦那の役や。日本中探しても、この役出来るんは、お前しかおらんのや！」と言われた。山城は一応喜ぶフリをしたが、心の中で「もうこの会社にいちゃダメだ」と東映退社を決意した。この"怪我の功名"ならぬ"トルコ風呂の効能"により、山城はこの後、『独占!男の時間』（東京12チャンネル)のMCとして本格的にテレビバラエティに進出し、俳優出身のMCのハシリ、テレビタレントとして大きな名声を得た。
安江役の城恵美は東映児童研修所(第4期）出身で、子役からスタートし、当時で芸歴15年、東映（専属）では最古参女優だった。

### 撮影
1975年1月6日は、一般会社と同様に各映画会社も撮影所の門を開けて一斉に仕事始めとなった。ただカメラを回したのは東映だけで、正月早々、東映東京撮影所で新人大原美佐のアワ踊りの撮影が行われ、詰めかけたマスメディアから「さすが東映！」の声が上がった。同じ頃、東映本社では岡田社長が8階会議室に300人の社員を集め、年頭挨拶。「わが社はいつも攻撃に回らなければいけないことを忘れるな！」などと檄を飛ばした。
また谷ナオミのSMシーンの撮影も正月早々、東映東京で行われた。私生活でもSMの愛好者と言うだけあって演技も真に迫ったものだった。
指摘が多いのが、猫の怨霊は万国共通で黒猫と相場が決まっているのに、シナリオを無視して"化け猫"を白猫にしてしまった山口和彦の不可解な演出。

## 宣伝
小品ながら新人・大原美佐の裸が話題になりマスメディアに取り上げられた。大原は脱ぐことをかなり抵抗したが、東映から無理やり脱がされた。

## 同時上映
1975年1月27日に岡田社長の記者会見があり、1月29日からは「デビュー三重奏」と銘打ち『怪猫トルコ風呂』と以下の二本の成人映画三本立てを関東地区大半の劇場で公開すると発表された。三本立ての惹句は「〔下刈り〕〔トルコ〕〔売春〕....と息もつけぬエログラム！」であった。丸の内東映は『新仁義なき戦い』と『日本任侠道』（続映の）組合せで1975年2月14日までのロングラン。新宿東映、渋谷東映、浅草東映の三館は『日本任侠道』のロングランに『怪猫トルコ風呂』『下苅り半次郎㊙観音を探せ』を合わせた三本立てを（『赤線㊙地帯』は無し）1975年1月29日から2月14日まで上映し、その他の地方館でも各館選択併映が行われた。
『赤線㊙地帯』
- 主演：宮下順子 / 監督：向井寛[76][77]。

※1971年に国映で撮られた『遊女・濡れにぞ濡れし物語』『遊女悲話・濡れにぞ濡れし物語』の改題。オールカラーで上映時間は70分。向井プロで山科ゆりと共演した宮下のデビュー作とする文献もある。宮下のピンク映画時代の映画で、当時、ポルノ女優人気ナンバーワン宮下人気の凄さに目を付け、東映が買ったもので、刺身のつまではなく、こちらが刺身の主客転倒では、の声も上がった。デイリースポーツの取材では宮下本人も同作を忘れていたが「私、どんな風に映ってるかしら。イヤだなあ、昔のそんな古い映画を」と不満を洩らし、何とか思い出して「名古屋で5日間で撮った映画。喘ぎ声に自信がなく声は吹き替え」と話した。東京タイムズの取材では「私はそれまで旅行という旅行をしたことがなかったの。するとピンク映画から声がかかって……。旅行に連れて行ってやるから映画に出てくれという話で。"旅行"という二文字に釣られて承諾したんです。旅行には確かに連れて行けたワ。ところが交換条件の映画の方がタイヘン。早くパンティ取れとか言われて…今さらイヤとは言えないし…」などと話した。東映宣伝部は「『怪猫トルコ風呂』も『下苅り半次郎㊙観音を探せ』も新人を起用していますので、もう少しパッとしたものが欲しい。となれば宮下を持ってくるのが一番。とまあこういうわけなんですよ。もちろん話題を提供するという意味もあります。日活サンが宮下をやったって面白くとも何ともない。東映が宮下をやるということでお客さんも興味がわいて観に来るというわけです」などと説明した。
日活は同時期の1975年2月5日から宮下主演の『実録阿部定』（田中登監督）を公開したため、東映にドル箱女優を利用された形になり「モラルを疑いたい」と反発。しかし東映は「仁義は通してある」と反論した。東映側が「新仁義なき戦いシリーズ」第一弾『新仁義なき戦い』の菅原文太の相手役に宮下を借りたいと日活に申し入れたら、日活に軽くあしらわれたことに腹を立てての報復といわれる。このケンカを宮下のファンは歓迎し、同時期の上映で宮下の人気上昇にもなるし、デビュー当時と現在の宮下のオッパイの膨らみ具合が比較できると喜んだ。宮下はインタビューで「処〇喪失は日活入社後」と話していた。
『下苅り半次郎㊙観音を探せ』
- 主演：伊吹吾郎・森崎由紀 / 監督：原田隆司 / 原作：小池一夫

※『週刊ポスト』連載中の『子宮を殺せ・下苅半次郎』の映画化。当初は梅宮辰夫主演、関本郁夫監督『下苅り半次郎 子宮を探せ』として発表されていた。森崎は実際に額の中心にホクロがあり、喜びの絶頂に達すると膣が仏の光を放つ「御仏の子宮を持つ女」として宣伝された。石井輝男監督などで当てたポルノ時代劇の二番煎じ。森崎由紀は1956年5月生まれ北海道出身で当時18歳。高校卒業後上京してOLをしているとき、東映にスカウトされた。身長158cm。B85cm、W59cm、H87cm。

## ソフト化
- DVD - 2021年9月8日に東映より発売。
- BD - 2022年にMondo Macabroより発売。
- CD（BGM集） - CINEMA-KAN レーベルより「ウルフガイ 燃えろ狼男」（本作と同じく馬場浩が担当）とのカップリングで発売。